# Hanns Kreczi
Hanns Kreczi (* 10. Februar 1912 in Wien; † 25. Juni 2003 in Linz) war ein österreichischer Philosoph, Historiker und Heimatforscher sowie Leiter des Kulturamtes und Kulturverwaltungsdirektor am Magistrat der Stadt Linz.

## Leben
Hanns Kreczi wurde in Wien als drittes Kind des Schlossers Johann Kreczi und der Bauerstochter Josefa, geb. Hufnagl, geboren. Er maturierte 1931 mit Auszeichnung am Wiener Amerling-Gymnasium, anschließend studierte er Theologie an der Universität Bern und legte die Abschlussprüfung an der Altkatholischen Kirche in Wien ab. 1937 promovierte er an der Universität Wien in Philosophie, Pädagogik und Geschichte zum Dr. phil. 1947 absolvierte er die Prüfung für den wissenschaftlichen Bibliotheksdienst an der Nationalbibliothek Wien.
1934 bis 1936 war Kreczi altkatholischer Vikar und dann bis 1939 Pfarrverweser in Linz. 1939 trat er in den wissenschaftlichen Dienst im Stadtarchiv Linz ein. Zwischen 1939 und 1944 leistete er Wehrdienst, wo er kriegsversehrt wurde. 1944 wurde er als Sekretär des Oberbürgermeisters Franz Langoth kriegsdienstverpflichtet.
1945 wurde Kreczi Leiter der städtischen Sammlungen, 1948 Leiter des Kulturamtes und 1952 Kulturverwaltungsdirektor der Stadt Linz, was er bis zu seiner Pensionierung 1977 blieb.
Kreczi verfasste bis ins hohe Alter zahlreiche Bücher, wissenschaftliche Beiträge und Aufsätze.

## Publikationen
Ausgewählte Veröffentlichungen, absteigend sortiert nach Datum:
- Bruckner-Orchester Linz und Brucknerhaus. Wien 1992.
- Das Bruckner-Stift St. Florian und das Linzer Reichs-Bruckner-Orchester (1942 - 1945). Wien 1986.
- Der Linzer Hochschulfonds. Linz 1976.
- Städtische Kulturarbeit in Linz. Ein geschichtlicher Rückblick anläßlich des 40jährigen Bestandes des Kulturamtes der Stadt Linz. Linz 1959.
- Linz, Stadt an der Donau. Linz 1951.
- Linz baut auf. Linz 1948.
- Linzer Wegweiser. Linz 1946.
- Die Linzer Donaubrücke. Linz 1942.
- Linz vor 200 Jahren. Linz 1942.
- Linzer Häuserchronik. Linz 1941.
- zahlreiche wissenschaftliche Beiträge, z. B. in den Historischen Jahrbüchern der Stadt Linz.

## Auszeichnungen
- Großes Ehrenzeichen für Verdienste um die Republik Österreich (1967)
- Österreichisches Ehrenkreuz für Wissenschaft und Kunst I. Klasse  (1973)
- Ehrenmitglied der Hochschule für künstlerische und industrielle Gestaltung (heute Kunstuniversität) Linz (1974)